# Merradalen Station
Merradalen Station (Merradalen stasjon) var en station på Kolsåsbanen på T-banen i Oslo, der lå nær en bro over Merradalen. Stationen åbnede sammen med banen fra Sørbyhaugen til Jar i 1942. Den blev lukket 5. juli 1957 og erstattet af 
Ullernåsen.